# Maria Klann
Maria Johanna Krollmann-Klann, geb. Burbaum (* 15. Januar 1904 in Wanne; † 12. Mai 1994 in Lübeck) war eine deutsche Abgeordnete der Kommunistischen Partei Deutschlands in der Hamburgischen Bürgerschaft.

## Werdegang

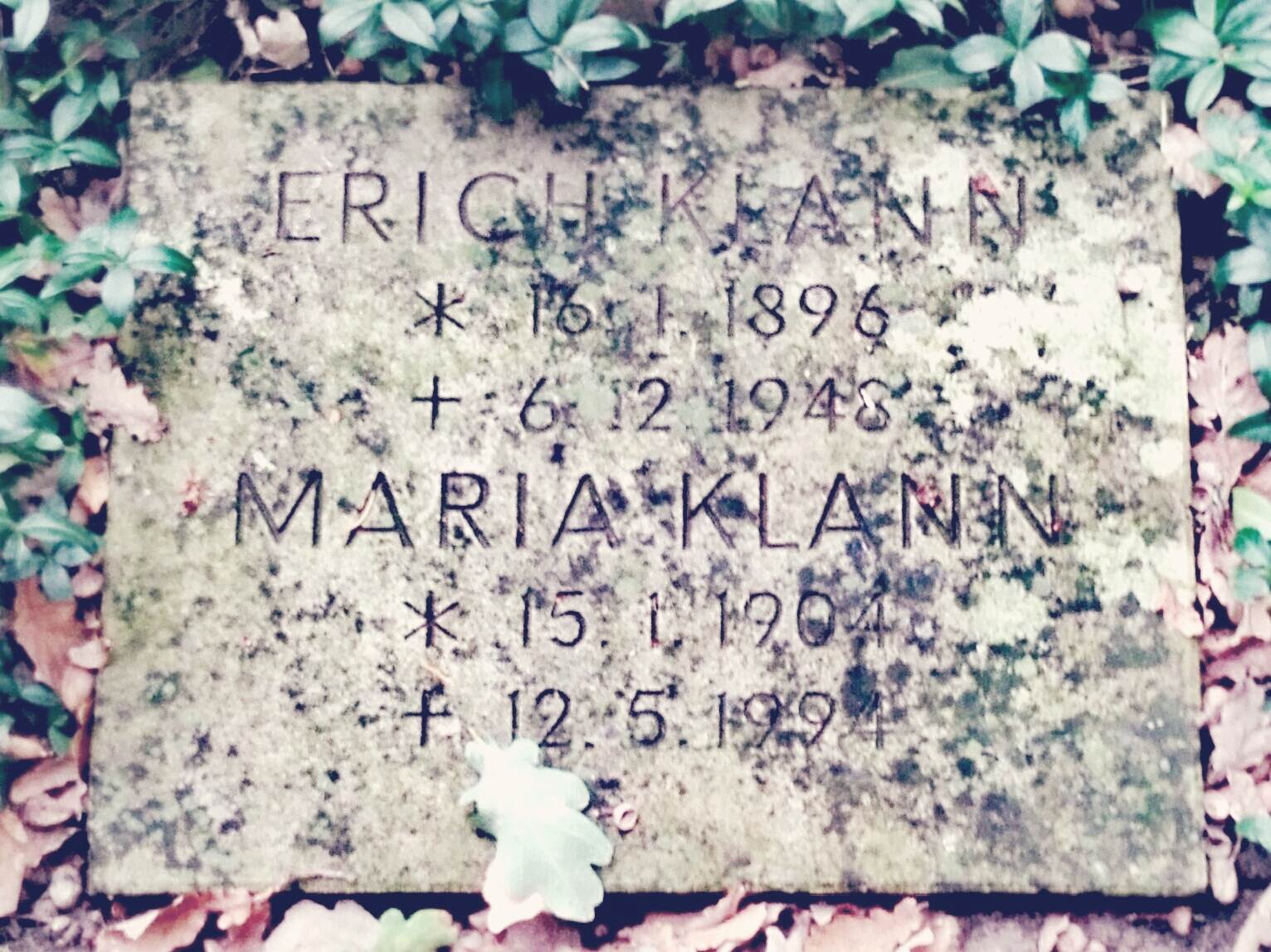
Grabstein

Klann wurde als Maria Johanna Burbaum, Tochter des Bergmanns Burbaum geboren. Sie besuchte in Wanne die Handelsschule, machte eine kaufmännische Lehre und arbeitete dann als Kontoristin und Stenotypistin. Im März 1920, während des Kapp-Putsches, war sie Sanitätsgehilfin und trat zunächst in die USPD und Ende 1920 in die KPD ein. Hier arbeitete sie zunächst im Sekretariat der KJD in Bochum und später als Unterbezirksleiterin des Kommunistischen Jugendverbands Essen. Im Jahr 1926 heiratete sie den Bochumer KPD- und RFB-Funktionär Erich Krollmann.
Als Instrukteurin von der Abteilung Agitprop der Bezirksleitung Wasserkante war sie seit dem Ende 1928 sowohl in Hamburg als auch Schleswig-Holstein und wurde 1929 als Abgeordnete in die Hamburgische Bürgerschaft gewählt.
Von Januar 1933 bis Februar 1934 belegte sie Kurse an der Internationalen Lenin-Schule in Moskau. Mit dem Kampfnamen „Hertha“ kehrte sie 1934 über Prag zur jetzt klandestinen Arbeit in das Deutsche Reich zurück. Als Instrukteurin und Unterbezirksleiterin war sie zunächst in Leipzig, dann als Oberberaterin für die Anleitung der klandestinen Bezirksleitungen in Stuttgart, Frankfurt am Main und Mannheim. Im Januar 1935 wurde sie in Mannheim verhaftet und nach Leipzig zum Volksgerichtshof verschubt. Am 4. Oktober 1935 verurteilte sie der 1. Senat des Volksgerichtshofs zu 15 Jahren Zuchthaus, die sie anfangs in Jauer verbüßte.
Im Mai 1945 wurde sie aus der Justizvollzugsanstalt Lübeck befreit und nahm ihren Wohnsitz in Lübeck. Im Jahr 1946 heiratete sie den KPD-Politiker Erich Klann († 1948 in Lübeck). In den Jahren 1945 bis 1951 war sie Mitglied der Lübecker KPD-Parteileitung in Schleswig-Holstein. 1949 nannte sie die Zeitschrift Stern in Anspielung auf die rumänische Außenministerin „Ana Pauker des Nordens“.
Von 1947 bis 1952 war sie Vorsitzende des Landesverbandes Schleswig-Holstein der Vereinigung der Verfolgten des Naziregimes – Bund der Antifaschistinnen und Antifaschisten. Im September 1950 war sie als Broterwerb Vorsitzende der Lübecker Transportgenossenschaft „Spedition Hansa“, Schwartauer Allee 9.
Ihre Anfang der fünfziger Jahre geäußerte Kritik der totalen Unterordnung der westdeutschen KPD unter die SED hatte im August 1952 ihren Ausschluss wegen „parteischädigenden Verhaltens“ zur Folge und zog die Schmähung als „Titoistin und amerikanische Agentin“ nach sich.
Im Jahr 1954 wurde ihr Antrag auf Mitgliedschaft in der SPD abgelehnt und 1956 angenommen. Am 17. August 1956 wurde das KPD-Verbot entschieden und bis 1958 fand Maria Krollmann-Klann warnende Erwähnung im Bericht des Verfassungsschutzes Schleswig-Holstein. Bis 1973 war sie ehrenamtliche Vorsitzende der Arbeiterwohlfahrt in Lübeck.